# Dome A
Dome A, Dome Argus, Kopuła A – najwyższa kopuła lodowa w lądolodzie antarktydzkim. W najwyższym punkcie osiąga wysokość 4091 m n.p.m.
Znajduje się w centralnej części Antarktydy Wschodniej, w przybliżeniu w połowie drogi między biegunem południowym a obszarem źródłowym Lodowca Lamberta. Kopuła A przykrywa całkowicie pokryte lądolodem pasmo górskie, Góry Gamburcewa. Jest to najzimniejsze miejsce na Ziemi: na grzbiecie łączącym szczyt Dome A z kopułą Dome F odnotowane zostały temperatury sięgające -93 °C.
Nazwa Dome Argus została nadana przez badaczy z Scott Polar Research Institute, którzy badali morfologię tego obszaru za pomocą radaru umieszczonego w samolocie. Nawiązuje ona do okrętu Argo z mitologii greckiej.
Na obszarze Kopuły A zlokalizowana jest letnia chińska stacja badawcza Kunlun.